# Attentato del caffè Hillel
L'attentato del caffè Hillel fu un attacco terroristico suicida palestinese effettuato il 9 settembre 2003 in una caffetteria nel quartiere della Colonia Tedesca a Gerusalemme. 7 persone furono uccise nell'attentato e oltre 50 rimasero ferite.
Poche ore prima dell'attentato al caffè Hillel, dei militanti palestinesi compirono un attentato suicida ad una fermata dell'autobus vicino alla base militare di Tzrifin, uccidendo 9 militari e ferendone oltre 15.

## L'attentato
La sera del 9 settembre 2003 un attentatore suicida palestinese si avvicinò alla caffetteria "Café Hillel" nel quartiere della Colonia Tedesca di Gerusalemme. La guardia di sicurezza Alon Mizrahi stava tentando di impedire all'attentatore di entrare quando lui si fece esplodere. Alle 23:20 l'attentatore fece esplodere l'ordigno che portava sul corpo.
Tra le vittime dell'attacco vi furono il dottor David Applebaum, capo del pronto soccorso del centro medico Shaare Zedek di Gerusalemme, e sua figlia Nava, che avrebbe dovuto sposarsi il giorno dopo l'attentato.

### Vittime
- David Applebaum, 51 anni, di Gerusalemme;[4]
- Nava Applebaum, 20 anni, di Gerusalemme;[5]
- David Shimon Avizadris, 51 anni, di Mevaseret Zion;[6]
- Shafik Kerem, 27 anni, di Beit Hanina;[7]
- Alon Mizrahi, 22 anni, di Gerusalemme;[8]
- Gila Moshe, 40 anni, di Gerusalemme;[9]
- Yehiel (Emil) Tubol, 52 anni, di Gerusalemme.[10]

### Responsabili
L'attacco fu perpetrato dal membro di Hamas Ramez Abu Salim, originario del villaggio di Rantis, ed ex studente dell'Università di Bir Zeit.

## Conseguenze
Nel luglio 2004, le forze militari israeliane arrestarono dei membri di una milizia palestinese coinvolta nell'esecuzione e nella pianificazione di molti attentati, compreso quello del Café Hillel.
Il 14 marzo 2010, le forze militari israeliane catturarono il leader miliziano di Hamas Maher Udda, che contribuì all'esecuzione di entrambi questi attentati suicidi e di altri attacchi terroristici.